# جبل عزيزة
جبل عْزِيزَة جبل يقع بجنوب شرقي الجمهورية التونسية، غرب مدينة قابس وجنوب غربي مدينة الحامة. يبلغ ارتفاعه 414 م.